# Nikołaj Bogolubow (polityk)
Nikołaj Siemionowicz Bogolubow (ros. Николай Семёнович Боголюбов, ur. 24 listopada 1905 w Moskwie, zm. 4 czerwca 1975 tamże) – radziecki polityk, I sekretarz KC Komunistycznej Partii (bolszewików) Kirgistanu w latach 1945-1950.
Od 1925 w WKP(b), instruktor powiatowego komitetu Komsomołu w Wołokołamsku, 1929-1930 kierownik sektora instytutu techniki ludowego komisariatu pracy, 1930-1934 studiował w Moskiewskim Instytucie Mechaniki i Budowy Maszyn, 1936-1938 I sekretarz rejonowego komitetu Komunistycznej Partii Kazachstanu w obwodzie północnokazachstańskim, 1938-1939 sekretarz obwodowego północnokazachstaskiego komitetu KPK ds. propagandy i agitacji, 1939-1942 I sekretarz Komitetu Obwodowego KPK w Semipałatyńsku, 1942-1943 III sekretarz KC KPK, 1943-1944 I sekretarz Komitetu Obwodowego KPK w Ałma Acie, 1944-1945 I sekretarz Komitetu Obwodowego KPK wschodniokazachstańskiego. Od 26 lipca 1945 do 7 lipca 1950 członek Biura Politycznego KC i równocześnie I sekretarz KC Komunistycznej Partii Kirgistanu - faktyczny przywódca Kirgiskiej SRR. Od 1951 szef Głównego Zarządu Dróg przy Radzie Ministrów Rosyjskiej FSRR, potem zastępca ministra transportu samochodowego i autostrad Rosyjskiej FSRR, następnie ZSRR (do 1956).

## Odznaczenia
- Order Lenina (dwukrotnie)
- Order Czerwonego Sztandaru Pracy
- Order Wojny Ojczyźnianej I klasy
- Order „Znak Honoru”